# Rhynchomys isarogensis
Rhynchomys isarogensis és una espècie de mamífer rosegador de la família dels múrids. És endèmic del mont Isarog (Filipines), on viu a altituds d'entre 1.125 i 1.750 msnm. Els seus hàbitats naturals són els boscos primaris montans i molsosos. Es creu que no hi ha cap amenaça significativa per a la supervivència d'aquesta espècie, encara que fa unes dècades el seu medi patia desforestació. El seu nom específic, isarogensis, significa 'de l'Isarog' en llatí.